# 2017 a filmművészetben
2017 a filmművészetben a 2017-es év fontosabb filmes eseményeit tartalmazza az alábbiak szerint:

## Események
- január 8. – a kaliforniai Beverly Hillsben átadták a 2017-es Golden Globe-díjakat. A díjátadó legnagyobb nyertese Damien Chazelle romantikus zenés vígjátéka, a Kaliforniai álom, amely „tarolt” a versenyben: rekord számú (hét) jelölést kapott, és mindegyiket meg is nyerte, köztük a „nagy ötöst”, a legjobb film, legjobb színész és színésznő, legjobb rendező és a legjobb forgatókönyv díjakat.[1] A film mellett egyetlen alkotás tudott csak egynél több díjat kiérdemelni, Paul Verhoeven francia-német-belga koprodukcióban készített Áldozat? című pszicho-thrillerje, amely a legjobb idegen nyelvű film lett, és amelynek női főszereplője, Isabelle Huppert átvehette a legjobb drámai színésznőnek járó szobrocskát. Díjat vehetett át még Casey Affleck (A régi város), Ryan Gosling (Kaliforniai álom), Emma Stone (Kaliforniai álom), Aaron Taylor-Johnson (Éjszakai ragadozók), valamint Viola Davis (Kerítések). A televíziós alkotások közül legjobb drámai sorozat díját II. Erzsébet brit királynő uralkodásának korai időszakáról készített, The Crown címmel bemutatott új tévésorozat, míg a legjobb vígjátékét az Atlanta kapta.

## Sikerfilmek

### Sikerfilmek Magyarországon
Forrás: Box Office Mojo, Hungary Yearly Box Office
| #   | Cím                                      | Forgalmazó    | Bevétel    | Megjelenés    |
| --- | ---------------------------------------- | ------------- | ---------- | ------------- |
| 1.  | Star Wars: Az utolsó Jedik               | Fórum Hungary | $5 460 535 | december 14.  |
| 2.  | Gru 3.                                   | UIP-Dunafilm  | $2 838 744 | június 29.    |
| 3.  | Jumanji – Vár a dzsungel                 | InterCom Zrt. | $2 331 552 | december 21.  |
| 4.  | Kincsem                                  | Fórum Hungary | $2 295 595 | március 16.   |
| 5.  | Thor: Ragnarök                           | Fórum Hungary | $2 204 271 | november 2.   |
| 6.  | A Karib-tenger kalózai: Salazar bosszúja | Fórum Hungary | $1 817 637 | május 25.     |
| 7.  | A Viszkis                                | InterCom Zrt. | $1 817 637 | november 23.  |
| 8.  | Halálos iramban 8.                       | UIP-Dunafilm  | $1 776 593 | április 13.   |
| 9.  | A galaxis őrzői vol. 2.                  | Fórum Hungary | $1 713 606 | május 4.      |
| 10. | Az                                       | InterCom Zrt. | $1 577 435 | szeptember 7. |

## Filmbemutatók Magyarországon

### Január
| Dátum | Magyar cím                        | Eredeti cím                        | Filmstúdió                                               | Rendező                            | Főszereplők |
| ----- | --------------------------------- | ---------------------------------- | -------------------------------------------------------- | ---------------------------------- | --- |
| 5.    | Állati nagy szökés                | Ozzy                               | Arcadia Motion Pictures                                  | Alberto Rodriguez, Nacho La Casa   | — |
| 5.    | A Nagy Fal                        | The Great Wall                     | Universal                                                | Csang Ji-mou (Zhang Yimou)         | Matt Damon, Willem Dafoe, Pedro Pascal, Andy Lau, Csing Tien (Jǐng Tián)                                         |
| 5.    | A pótolhatatlan Werner doktor     | Médecin de campagne                | Les Films du Parc, Le Pacte                              | Thomas Lilti                       | François Cluzet, Marianne Denicourt, Christophe Odent, Patrick Descamps, Guy Faucher, Margaux Fabre              |
| 5.    | Kincs, ami nincs (újra bemutatás) | Chi trova un amico trova un tesoro | Elpico Cinematografica, Take 1 Productions               | Sergio Corbucci                    | Terence Hill, Bud Spencer, John Fujioka, Louise Bennett, Salvatore Borghese, Claudio Ruffini, Salvatore Basile   |
| 5.    | Pattaya                           | Pattaya                            | Mandarin Films                                           | Franck Gastambide                  | Franck Gastambide, Malik Bentalha, Anouar Toubali, Ramzy Bedia                                                   |
| 5.    | Sárkány közeleg                   | Ejdeha Vared Mishavad!             | —                                                        | Mani Haghighi                      | Amir Jadidi, Ehsan Goodarzi, Homayoun Ghanizadeh, Nader Fallah, Ali Bagheri                                      |
| 12.   | Utazók                            | Passengers                         | Columbia Pictures                                        | Morten Tyldum                      | Jennifer Lawrence, Chris Pratt, Michael Sheen, Andy García, Laurence Fishburne, Kimberly Battista                |
| 12.   | Vigyázz, kész, szörf 2.           | Surf’s Up 2: WaveMania             | Big Bang Media                                           | Henry Yu                           | John Cena, Diedrich Bader, Jon Heder, Saraya-Jade Bevis, Jeremy Shada                                            |
| 12.   | Jézus – Apám nevében              | –                                  | Hunicom Stúdió                                           | Roczó-Nagy Zoltán                  | Tóth Olivér, Kálloy Molnár Péter, Sághy Tamás, Gazdag Tibor, Király Adrián                                       |
| 12.   | Őrült boldogság                   | La pazza gioia                     | Rai Cinema                                               | Paolo Virzì                        | Valeria Bruni Tedeschi, Micaela Ramazzotti, Valentina Carnelutti, Sergio Albelli                                 |
| 12.   | Madeleine                         | Madeleine                          | Ainom Films, Amego Film                                  | Lorenzo Ceva Valla, Mario Garofalo | Chloé Thill, Adèle Zaglia, Adriana De Guilmi, Marco Cacciola, Luigi Scala                                        |
| 12.   | A vörös teknős                    | La tortue rouge                    | Prima Linea Productions, Why Not Productions, Wild Bunch | Michael Dudok de Wit               | — |
| 12.   | Mártírok                          | (M)uchenik                         | Hype Film                                                | Kirill Szerebrennikov              | Pjotr Szkvortszov, Viktorija Iszakova, Julija Aug, Alekszandra Revenko                                           |
| 12.   | David Bowie arcai                 | David Bowie is Happening Now       | Done and Dusted                                          | Hamish Hamilton, Katy Mullan       | David Bowie, Vicky Broackes, Geoffrey Marsh, Kansai Yamamoto, Jarvis Cocker                                      |
| 19.   | xXx: Újra akcióban                | xXx: Return of Xander Cage         | Paramount Pictures                                       | D. J. Caruso                       | Vin Diesel, Donnie Yen, Tony Jaa, Samuel L. Jackson, Nina Dobrev, Ruby Rose, Ice Cube, Kris Wu, Deepika Padukone |
| 19.   | Széttörve                         | Split                              | Universal Pictures                                       | M. Night Shyamalan                 | James McAvoy, Betty Buckley, Anya Taylor-Joy, Jessica Sula, Haley Lu Richardson, Bruce Willis                    |
| 19.   | A számolás joga                   | Hidden Figures                     | Chernin Entertainment                                    | Theodore Melfi                     | Taraji P. Henson, Octavia Spencer, Janelle Monáe, Kevin Costner, Kirsten Dunst, Jim Parsons                      |
| 19.   | Utazás apánkkal                   | Die Reise mit Vater                | Filmallee, Strada Film                                   | Anca Miruna Lăzărescu              | Alex Mărgineanu, Răzvan Enciu, Ovidiu Schumacher, Susanne Bormann                                                |
| 19.   | Balerina                          | Ballerina                          | Caramel Film                                             | Éric Warin                         | Elle Fanning, Dane DeHaan, Maddie Ziegler, Carly Rae Jepsen, Elana Dunkelman                                     |
| 26.   | A Kaptár – Utolsó fejezet         | Resident Evil: The Final Chapter   | Capcom, Constantin Film                                  | Paul W.S. Anderson                 | Milla Jovovich, Ali Larter, Ruby Rose, Iain Glen, William Levy, Shawn Roberts                                    |
| 26.   | Az éjszaka törvénye               | Live by Night                      | Warner Bros.                                             | Ben Affleck                        | Ben Affleck, Zoë Saldana, Elle Fanning, Scott Eastwood, Sienna Miller                                            |
| 26.   | Egy kutya négy élete              | A Dog’s Purpose                    | Amblin Entertainment                                     | Lasse Hallström                    | Britt Robertson, Dennis Quaid, Josh Gad, K.J. Apa, Logan Miller, Juliet Rylance                                  |

### Február
| Dátum | Magyar cím                     | Eredeti cím           | Filmstúdió               | Rendező             | Főszereplők |
| ----- | ------------------------------ | --------------------- | ------------------------ | ------------------- | --- |
| 2.    | Körök                          | Rings                 | Paramount Pictures       | F. Javier Gutiérrez | Vincent D’Onofrio, Johnny Galecki, Laura Wiggins, Aimee Teegarden, Lizzie Brocheré                                   |
| 2.    | Az alapító                     | The Founder           | FilmNation Entertainment | John Lee Hancock    | Michael Keaton, Nick Offerman, John Carroll Lynch, Linda Cardellini, B.J. Novak, Patrick Wilson                      |
| 2.    | Nyomás utána! (újra bemutatás) | Nati con la camicia   | Laguna Productions       | E.B. Clucher        | Bud Spencer, Terence Hill, Buffy Dee, David Huddleston, Dan Fitzgerald                                               |
| 9.    | A sötét ötven árnyalata        | Fifty Shades Darker   | Universal Pictures       | James Foley         | Dakota Johnson, Jamie Dornan, Bella Heathcote, Kim Basinger, Luke Grimes                                             |
| 9.    | Jackie                         | Jackie                | Jackie Productions       | Pablo Larraín       | Natalie Portman, Peter Sarsgaard, Billy Crudup, John Hurt, John Carroll Lynch                                        |
| 9.    | Lego Batman: A film            | The LEGO Batman Movie | DC Entertainment         | Chris McKay         | Ralph Fiennes, Jenny Slate, Rosario Dawson, Zach Galifianakis, Michael Cera                                          |
| 16.   | Az egészség ellenszere         | A Cure for Wellness   | Regency Enterprises      | Gore Verbinski      | Dane DeHaan, Mia Goth, Jason Isaacs, Susanne Wuest, Celia Imrie                                                      |
| 16.   | Arany                          | Gold                  | Black Bear Pictures      | Stephen Gaghan      | Matthew McConaughey, Bryce Dallas Howard, Edgar Ramírez, Toby Kebbell, Corey Stoll                                   |
| 16.   | Pofoncsata                     | Fist Fight            | New Line Cinema          | Richie Keen         | Ice Cube, Charlie Day, Christina Hendricks, Dean Norris, Dennis Haysbert, JoAnna Garcia Swisher                      |
| 16.   | Oroszlán                       | Lion                  | The Weinstein Company    | Garth Davis         | Dev Patel, Nicole Kidman, Rooney Mara, Sunny Pawar, Abhishek Bharate, Tannishtha Chatterjee                          |
| 16.   | Holdfény                       | Moonlight             | A24                      | Barry Jenkins       | Mahershala Ali, Shariff Earp, Duan Sanderson, Alex R. Hibbert, Janelle Monáe, Naomie Harris                          |
| 16.   | Paterson                       | Paterson              | Animal Kingdom           | Jim Jarmusch        | Adam Driver, Golshifteh Farahani, Nellie, Rizwan Manji, Barry Shabaka Henley                                         |
| 16.   | Kojot                          | –                     | Megafilm                 | Kostyál Márk        | Mészáros András, Bocsárszky Attila, Kovács Frigyes, Orbán Levente, Dobra Mara, Mátray László                         |
| 23.   | John Wick: 2. felvonás         | John Wick: Chapter 2  | LionsGate                | Chad Stahelski      | Keanu Reeves, Laurence Fishburne, Ruby Rose, Bridget Moynahan, Ian McShane, John Leguizamo, Common                   |
| 23.   | A régi város                   | Manchester by the Sea | Middleton Project        | Kenneth Lonergan    | Casey Affleck, Michelle Williams, Kyle Chandler, Quincy Tyler Bernstine, Missy Yager, Stephen Henderson, C.J. Wilson |
| 23.   | Tékasztorik                    | –                     | Martin Csaba             | ZLS Productions     | Bihari Viktória, Csuja Imre, Görbe Nóra, Elek Ferenc, Csizmadia Gergely, Varga Viktor                                |

### Március
| Dátum | Magyar cím                              | Eredeti cím                    | Filmstúdió               | Rendező             | Főszereplők |
| ----- | --------------------------------------- | ------------------------------ | ------------------------ | ------------------- | --- |
| 2.    | Logan – Farkas                          | Logan                          | 20th Century Fox         | James Mangold       | Hugh Jackman, Patrick Stewart, Eriq Lasalle, Elizabeth Rodriguez, Boyd Holbrook, Richard E. Grant, Stephen Merchant, Elise Neal |
| 2.    | T2 Trainspotting                        | T2 Trainspotting               | TriStar Pictures         | Danny Boyle         | Ewan McGregor, Robert Carlyle, Jonny Lee Miller, Ewen Bremner, Kelly Macdonald                                                  |
| 2.    | Szólít a szörny                         | A Monster Calls                | TriStar Pictures         | Juan Antonio Bayona | Liam Neeson, Felicity Jones, Sigourney Weaver, Toby Kebbell, Geraldine Chaplin                                                  |
| 2.    | Nincs kettő négy nélkül (újrabemutatás) | Non c' é Due Senza Quattro     | Cinenuovo Kft.           | E.B. Clucher        | Bud Spencer, Terence Hill, Nello Pazzafini, Roberto Roney                                                                       |
| 9.    | Kong: Koponya-sziget                    | Kong: Skull Island             | Warner Bros.             | Jordan Vogt-Roberts | Tom Hiddleston, Brie Larson, John Goodman, Samuel L. Jackson, John C. Reilly                                                    |
| 9.    | Rock csont                              | Rock Dog                       | Mandoo Pictures          | Ash Brannon         | Luke Wilson, Eddie Izzard, J. K. Simmons, Lewis Black, Jorge Garci, Matt Dillon, Sam Elliott                                    |
| 9.    | A fehér király                          | The White King                 | Proton Cinema            | Alex Helfrecht      | Olivia Williams, Jonathan Pryce, Ólafur Darri Ólafsson, Fiona Shaw, Agyness Deyn, Greta Scacchi                                 |
| 9.    | Másodállás                              | Un petit boulot                | Gaumont                  | Pascal Chaumeil     | Romain Duris, Michel Blanc, Alice Belaïdi, Gustave Kervern                                                                      |
| 9.    | A szerelem története                    | The History of Love            | Oï Oï Oï Productions     | Radu Mihaileanu     | Gemma Arterton, Sophie Nélisse, Elliott Gould, Derek Jacobi, Torri Higginson, Lynn Marocola                                     |
| 16.   | Kincsem                                 | –                              | Café Film, DRP           | Herendi Gábor       | Nagy Ervin, Petrik Andrea, Gáspár Tibor, Keresztes Tamás, Rátóti Zoltán, Balsai Móni, Makranczi Zalán                           |
| 16.   | Némaság                                 | Silence                        | Cappa Defina Productions | Martin Scorsese     | Andrew Garfield, Adam Driver, Liam Neeson, Ciarán Hinds, Aszano Tadanobu, Issei Ogata                                           |
| 16.   | Háziúr kiadó                            | Adopte un veuf                 | TF1 Films Production     | François Desagnat   | André Dussollier, Bérengère Krief, Arnaud Ducret, Audrey Looten, Guillaume Delorme                                              |
| 23.   | A szépség és a szörnyeteg               | Beauty and the Beast           | Walt Disney Pictures     | Bill Condon         | Emma Watson, Dan Stevens, Luke Evans, Kevin Kline, Ewan McGregor, Stanley Tucci                                                 |
| 23.   | Élet                                    | Life                           | Columbia Pictures        | Daniel Espinosa     | Rebecca Ferguson, Jake Gyllenhaal, Ryan Reynolds, Hiroyuki Sanada, Olga Dihovichnaya, Ariyon Bakare                             |
| 23.   | Bukós szakasz                           | Chips                          | Warner Bros.             | Dax Shepard         | Dax Shepard, Michael Peña, Jessica McNamee, Adam Brody, Ryan Hansen, Kristen Bell, Vincent D’Onofrio, Maya Rudolph              |
| 23.   | A nagy napom                            | Le grand jour                  | Canal+                   | Pascal Plisson      | Nidhi Jha, Albert Gonzalez Monteagudo, Delgermurun ‘Deegii’ Batjargal                                                           |
| 30.   | Páncélba zárt szellem                   | Ghost in the Shell             | Paramount Pictures       | Rupert Sanders      | Scarlett Johansson, Takeshi Kitano, Pilou Asbæk, Michael Wincott, Michael Pitt                                                  |
| 30.   | Menedék                                 | The Zookeeper’s Wife           | Universal Pictures       | Niki Caro           | Marc Butan, Jessica Chastain, Jennifer Monroe, Daniel Brühl                                                                     |
| 30.   | A stylist                               | Personal Shopper               | CG Cinéma                | Olivier Assayas     | Kristen Stewart, Lars Eidinger, Sigrid Bouaziz, Anders Danielsen Lie, Ty Olwin, Benjamin Biolay                                 |
| 30.   | Hupikék törpikék – Az elveszett falu    | Smurfs: The Lost Village       | Sony Pictures            | Kelly Asbury        | Joe Manganiello, Demi Lovato, Rainn Wilson, Mandy Patinkin                                                                      |
| 30.   | Az Univerzum története                  | Voyage of Time: Life’s Journey | Sophisticated Films      | Terrence Malick     | Cate Blanchett, Jamal Cavil, Maisha Diatta, Theo Bongani Ndyalvane                                                              |

### Április
| Dátum | Magyar cím                        | Eredeti cím                                  | Filmstúdió             | Rendező              | Főszereplők |
| ----- | --------------------------------- | -------------------------------------------- | ---------------------- | -------------------- | --- |
| 6.    | Power Rangers                     | Power Rangers                                | Lionsgate              | Dean Israelite       | Dacre Montgomery, RJ Cyler, Naomi Scott, Becky G, Ludi Lin, Elizabeth Banks                                                           |
| 6.    | Vén rókák                         | Going in Style                               | New Line Cinema        | Zach Braff           | Morgan Freeman, Michael Caine, Alan Arkin, Ann-Margret, Joey King, Matt Dillon, Christopher Lloyd                                     |
| 6.    | Tejben, vajban, szerelemben       | On the Milky Road                            | Pinball London         | Emir Kusturica       | Emir Kusturica, Monica Bellucci |
| 6.    | Brazilok                          | –                                            | InterCom Zrt.          | Rohonyi Gábor        | Lakatos Erik, Bergendi Barnabás, Nagy Dániel Viktor, Dóra Béla, Lakatos Csaba, Lakatos Renátó                                         |
| 13.   | Halálos iramban 8.                | The Fate of the Furious                      | UIP-Dunafilm           | F. Gary Gray         | Vin Diesel, Scott Eastwood, Charlize Theron, Dwayne Johnson, Jason Statham, Michelle Rodriguez, Kurt Russell, Tyrese Gibson, Ludacris |
| 13.   | Bébi úr                           | The Boss Baby                                | InterCom Zrt.          | Tom McGrath          | Lisa Kudrow, Alec Baldwin, Steve Buscemi, Tobey Maguire, Jimmy Kimmel                                                                 |
| 13.   | Amerikai pasztorál                | American Pastoral                            | Lions Gate Films       | Ewan McGregor        | Ewan McGregor, Jennifer Connelly, Dakota Fanning, Peter Riegert, Rupert Evans                                                         |
| 13.   | Nyuszi suli – Az aranytojás őrzői | Die Häschenschule: Jagd nach dem goldenen Ei | ADS Service            | Ute von Münchow-Pohl | Noah Levi, Senta Berger, Friedrich von Thun, Jenny Melina Witez, Tim Sander                                                           |
| 20.   | Desierto – Az ördög országútja    | Desierto                                     | Pannonia Entertainment | Jonás Cuarón         | Gael García Bernal, Jeffrey Dean Morgan, Alondra Hidalgo, Diego Cataño, Marco Pérez                                                   |
| 20.   | Tűnj el!                          | Get Out                                      | Universal Pictures     | Jordan Peele         | Daniel Kaluuya, Allison Williams, Bradley Whitford                                                                                    |
| 20.   | Öldöklő szerelem                  | Unforgettable                                | InterCom Zrt.          | Denise Di Novi       | Rosario Dawson, Katherine Heigl, Whitney Cummings, Geoff Stults, Cheryl Ladd                                                          |
| 20.   | Alibi.com                         | Alibi.com                                    | StudioCanal            | Philippe Lacheau     | Philippe Lacheau, Élodie Fontan, Julien Arruti, Didier Bourdon, Nathalie Baye, Michèle Laroque                                        |
| 20.   | 1945                              | –                                            | Katapult Film          | Török Ferenc         | Rudolf Péter, Tasnádi Bence, Szabó Kimmel Tamás, Sztarenki Dóra, Szirtes Ági                                                          |
| 27.   | A kör                             | The Circle                                   | Lionsgate              | James Ponsoldt       | Emma Watson, Tom Hanks, John Boyega, Karen Gillan, Ellar Coltrane, Patton Oswalt, Glenne Headly, Bill Paxton                          |
| 27.   | Bye Bye Man – A rettegés neve     | The Bye Bye Man                              | STX Entertainment      | Stacy Title          | Carrie-Anne Moss, Faye Dunaway, Douglas Smith, Cressida Bonas, Lucien Laviscount, Doug Jones                                          |
| 27.   | A tökéletes gyilkos               | –                                            |                        | Pacskovszky József   | László Zsolt, Szabó Győző, Szabó Kimmel Tamás, Hőricz Nóra Lili, Szervét Tibor                                                        |

### Május
| Dátum | Magyar cím                               | Eredeti cím                                      | Filmstúdió                                    | Rendező                  | Főszereplők |
| ----- | ---------------------------------------- | ------------------------------------------------ | --------------------------------------------- | ------------------------ | --- |
| 4.    | A galaxis őrzői vol. 2.                  | Guardians of the Galaxy Vol. 2.                  | Walt Disney Pictures, Marvel                  | James Gunn               | Chris Pratt, Zoë Saldana, Dave Bautista, Vin Diesel, Bradley Cooper, Michael Rooker, Kurt Russell, Sylvester Stallone                                      |
| 4.    | Hogyan legyél latin szerető              | How to Be a Latin Lover                          | 3Pas Studios                                  | Ken Marino               | Eugenio Derbez, Salma Hayek, Rob Lowe, Kristen Bell |
| 4.    | Julieta                                  | Julieta                                          | Canal+ France                                 | Pedro Almodóvar          | Emma Suárez, Adriana Ugarte, Daniel Grao, Inma Cuesta, Darío Grandinetti                                                                                   |
| 11.   | Arthur király – A kard legendája         | King Arthur: Legend of the Sword                 | Warner Bros.                                  | Guy Ritchie              | Charlie Hunnam, Jude Law, Astrid Bergès-Frisbey, Djimon Hounsou, Eric Bana, Annabelle Wallis                                                               |
| 11.   | Ó, anyám!                                | Snatched                                         | 20th Century Fox                              | Jonathan Levine          | Amy Schumer, Goldie Hawn, Joan Cusack, Ike Barinholtz, Randall Park, Christopher Melo                                                                      |
| 11.   | Csápi: Az óceán hőse                     | Deep                                             | Kraken Films                                  | Julio Soto Gurpide       | Phil LaMarr, Jess Harnell, Jeff Bennett, Dave Fennoy, Bob Bergen, William Salyers                                                                          |
| 11.   | Ricsi, a gólya                           | Richard the Stork                                | Den Siste Skilling                            | Toby Genkel, Reza Memari | Tilman Döbler, Christian Gaul, Nicolette Krebitz, Marco Eßer, Marcus Off                                                                                   |
| 11.   | Vademberek hajszája                      | Hunt for the Wilderpeople                        | Defender Films                                | Taika Waititi            | Sam Neill, Julian Dennison, Rima Te Wiata, Rachel House, Oscar Kightley                                                                                    |
| 18.   | Alien: Covenant                          | Alien: Covenant                                  | 20th Century Fox                              | Ridley Scott             | Michael Fassbender, Katherine Waterston, Billy Crudup, Danny McBride, Demian Bichir, Carmen Ejogo, Amy Seimetz, Jussie Smollet, James Franco, Noomi Rapace |
| 18.   | Franz                                    | Frantz                                           | Mandarin Films                                | François Ozon            | Pierre Niney, Paula Beer, Ernst Stötzner, Cyrielle Clair                                                                                                   |
| 25.   | A Karib-tenger kalózai: Salazar bosszúja | Pirates of the Caribbean: Dead Men Tell No Tales | Walt Disney Pictures, Jerry Bruckheimer Films | Espen Sandberg           | Johnny Depp, Geoffrey Rush, Javier Bardem, Keira Knightley, Orlando Bloom, Brenton Thwaites                                                                |
| 25.   | Modern idők (újra bemutatás)             | Modern Times                                     | Charles Chaplin Productions                   | Charlie Chaplin          | Charlie Chaplin, Paulette Goddard, Henry Bergman, Chester Conklin, Hank Mann                                                                               |
| 25.   | Sárkányvarázs                            | The Dragon Spell                                 | Panama GrandPrix                              | Depoyan Manuk            | Viktor Andrienko, Kate Bristol, Allen Enlow, Jason Griffith, Jake Paque                                                                                    |

### Június
| Dátum | Magyar cím                    | Eredeti cím                         | Filmstúdió              | Rendező                                 | Főszereplők |
| ----- | ----------------------------- | ----------------------------------- | ----------------------- | --------------------------------------- | --- |
| 1.    | A nagy kiruccanás             | Diary of a Wimpy Kid: The Long Haul | 20th Century Fox        | David Bowers                            | Jason Ian Drucker, Charlie Wright, Owen Asztalos, Tom Everett Scott, Alicia Silverstone                             |
| 1.    | Wonder Woman                  | Wonder Woman                        | Warner Bros.            | Petty Jenkins                           | Gal Gadot, Chris Pine, Robin Wright, Connie Nielsen, David Thewlis                                                  |
| 1.    | Utóhatás                      | Aftermath                           | EFO Films               | Elliott Lester                          | Arnold Schwarzenegger, Maggie Grace, Scoot McNairy, Martin Donovan                                                  |
| 1.    | A sóher                       | Radin!                              | TF1 Films Production    | Fred Cavayé                             | Dany Boon, Laurence Arné, Noémie Schmidt, Patrick Ridremont, Christophe Canard                                      |
| 8.    | A múmia                       | The Mummy                           | Universal Pictures      | Alex Kurtzman                           | Tom Cruise, Sofia Boutella, Annabelle Wallis, Jake Johnson, Courtney B. Vance                                       |
| 8.    | Jupiter holdja                | –                                   | Proton Cinema           | Mundruczó Kornél                        | Cserhalmi György, Jéger Zsombor, Merab Ninidze, Balsai Móni                                                         |
| 8.    | Romazuri                      | À bras ouverts                      | Camera One              | Philippe de Chauveron                   | Christian Clavier, Ary Abittan, Elsa Zylberstein, Mirela Nicolau, Cyril Lecomte                                     |
| 8.    | A kertész titka               | Rosemari                            | Nimbus Film Productions | Sara Johnsen                            | Ruby Dagnall, Tuva Novotny, Laila Goody, Kristian Fjord                                                             |
| 15.   | Volt egyszer egy Venice       | Once Upon a Time in Venice          | Voltage Pictures        | Mark Cullen, Robb Cullen                | Bruce Willis, Elisabeth Röhm, Jason Momoa, Famke Janssen, John Goodman                                              |
| 15.   | Verdák 3.                     | Cars 3                              | Walt Disney Pictures    | Brian Fee                               | Armie Hammer, Nathan Fillion, Owen Wilson, Kerry Washington                                                         |
| 15.   | Csajok hajnalig               | Rough Night                         | Sony Pictures           | Lucia Aniello                           | Scarlett Johansson, Paul W. Downs, Zoe Kravitz, Kate McKinnon, Ilana Glazer, Jillian Bell, Demi Moore               |
| 22.   | Transformers: Az utolsó lovag | Transformers: The Last Knight       | Paramount Pictures      | Michael Bay                             | Gemma Chan, Laura Haddock, Mark Wahlberg, Josh Duhamel, John Turturro, Anthony Hopkins, Stanley Tucci, John Goodman |
| 22.   | Élesítve                      | Unlocked                            | Warner Bros.            | Mikael Håfström                         | Noomi Rapace, Orlando Bloom, Michael Douglas, John Malkovich, Toni Collette                                         |
| 29.   | Gru 3.                        | Despicable me 3                     | Paramount Pictures      | Eric Guillon, Pierre Coffin, Kyle Balda | Jenny Slate, Kristen Wiig, Steve Carell, Steve Coogan, Miranda Cosgrove                                             |
| 29.   | Nyomd, Bébi, nyomd            | Baby Driver                         | Big Talk Productions    | Edgar Wright                            | Ansel Elgort, Lily James, Jon Hamm, Jamie Foxx, Kevin Spacey, Jon Bernthal                                          |
| 29.   | Elválaszthatatlanok           | Indivisibili                        | Medusa Film             | Edoardo De Angelis                      | Angela Fontana, Marianna Fontana, Antonia Trupp, Toni Laudadio, Peppe Servillo                                      |

### Július
| Dátum | Magyar cím                        | Eredeti cím                                 | Filmstúdió                        | Rendező           | Főszereplők                                                                                          |
| ----- | --------------------------------- | ------------------------------------------- | --------------------------------- | ----------------- | --- |
| 6.    | Pókember: Hazatérés               | Spider-Man: Homecoming                      | Columbia Pictures, Marvel Studios | Jon Watts         | Tom Holland, Chris Evans, Robert Downey Jr., Michael Keaton, Jon Favreau, Marisa Tomei               |
| 6.    | Kipörgetve                        | Overdrive                                   | Sentient Pictures                 | Antonio Negret    | Ana de Armas, Scott Eastwood, Gaia Weiss, Clemens Schick, Simon Abkarian                             |
| 13.   | Baywatch                          | Baywatch                                    | Paramount Pictures                | Seth Gordon       | Dwayne Johnson, Zac Efron, Alexandra Daddario, Priyanka Chopra, Kelly Rohrbach                       |
| 13.   | A majmok bolygója: Háború         | War for the Planet of the Apes              | Sony Pictures                     | Matt Reeves       | Woody Harrelson, Judy Greer, Andy Serkis, Steve Zahn                                                 |
| 20.   | Dunkirk                           | Dunkirk                                     | Warner Bros.                      | Christopher Nolan | Tom Hardy, Cillian Murphy, Kenneth Branagh, James D’Arcy, Mark Rylance, Harry Styles                 |
| 20.   | Valerian és az ezer bolygó városa | Valerian and the City of a Thousand Planets | EuropaCorp                        | Luc Besson        | Dane DeHaan, Cara Delevingne, Clive Owen, Rihanna, Ethan Hawke, John Goodman                         |
| 27.   | Atomszőke                         | Atomic Blonde                               | 87Eleven                          | David Leitch      | Charlize Theron, James McAvoy, John Goodman, Til Schweiger, Eddie Marsan, Sofia Boutella, Toby Jones |
| 27.   | Totálgáz                          | Á fond                                      |                                   | Nicolas Benamou   | José Garcia, André Dussollier, Caroline Vigneaux, Josephine Callies                                  |

### Augusztus
| Dátum | Magyar cím                 | Eredeti cím                    | Filmstúdió            | Rendező           | Főszereplők                                                                                                 |
| ----- | -------------------------- | ------------------------------ | --------------------- | ----------------- | --- |
| 3.    | A Setét Torony             | The Dark Tower                 | Sony Pictures         | Nikolaj Arcel     | Idris Elba, Matthew McConaughey, Tom Taylor, Katheryn Winnick, Jackie Earle Haley                           |
| 3.    | Minden, minden             | Everything, Everything         | Metro-Goldwyn-Mayer   | Stella Meghie     | Amandla Stenberg, Nick Robinson, Anika Noni Rose, Ana de la Reguera, Taylor Hickson                         |
| 3.    | Ötven tavasz               | Aurore                         | France 3 Cinéma       | Blandine Lenoir   | Agnès Jaoui, Thibault de Montalembert, Pascale Arbillot, Lou Roy-Lecollinet                                 |
| 10.   | Az Emoji-film              | The Emoji Movie                | Columbia Pictures     | Tony Leondis      | T. J. Miller, James Corden, Anna Faris, Maya Rudolph, Patrick Stewart, Christina Aguilera, Sofía Vergara    |
| 10.   | Anyák elszabadulva         | Fun Mom Dinner                 | Voltage Pictures      | Alethea Jones     | Katie Aselton, Toni Collette, Bridget Everett, Paul Rudd, Adam Levine                                       |
| 10.   | Bébibumm                   | Telle mère, telle fille        | Gaumont               | Noémie Saglio     | Juliette Binoche, Camille Cottin, Lambert Wilson, Catherine Jacob, Stéfi Celma                              |
| 10.   | Annabelle 2. – A teremtés  | Annabelle: Creation            | New Line Cinema       | David F. Sandberg | Stephanie Sigman, Miranda Otto, Lulu Wilson, Anthony LaPaglia, Talitha Bateman                              |
| 17.   | Pappa Pia                  | –                              | Zene Nélkül Kft.      | Csupó Gábor       | Szabó Kimmel Tamás, Nagy Feró, Stohl András, Reviczky Gábor, Ostorházi Bernadett, Kováts Vera               |
| 17.   | A szerencse háza           | The House                      | Warner Bros.          | Andrew Jay Cohen  | Will Ferrell, Amy Poehler, Jason Mantzoukas, Nick Kroll, Allison Tolman, Michaela Watkins, Jeremy Renner    |
| 17.   | A mogyoró-meló 2.          | The Nut Job 2: Nutty by Nature | Open Road Films       | Cal Brunker       | Will Arnett, Jackie Chan, Katherine Heigl, Maya Rudolph, Bobby Moynihan, Gabriel Iglesias, Jeff Dunham      |
| 17.   | Az ígéret                  | The promise                    | Open Road Films       | Terry George      | Oscar Isaac, Charlotte Le Bon, Christian Bale                                                               |
| 24.   | Logan Lucky – A tuti balhé | Logan Lucky                    | Trans-Radial Pictures | Steven Soderbergh | Katherine Waterston, Daniel Craig, Channing Tatum, Hilary Swank, Adam Driver, Seth MacFarlane, Katie Holmes |
| 24.   | Sokkal több mint testőr    | The Hitman’s Bodyguard         | Millennium Films      | Patrick Hughes    | Ryan Reynolds, Samuel L. Jackson, Gary Oldman, Salma Hayek, Elodie Yung                                     |
| 24.   | Amityville: Az ébredés     | Amityville: The Awakening      | Blumhouse Productions | Franck Khalfoun   | Bella Thorne, Jennifer Jason Leigh, Cameron Monaghan, Mckenna Grace, Jennifer Morrison                      |
| 31.   | Barry Seal: A beszállító   | American Made                  | Cross Creek Pictures  | Doug Liman        | Tom Cruise, Domhnall Gleeson, Caleb Landry Jones, Caleb Landry Jones, Jesse Plemons                         |

### Szeptember
| Dátum | Magyar cím                                      | Eredeti cím                                   | Filmstúdió                  | Rendező             | Főszereplők |
| ----- | ----------------------------------------------- | --------------------------------------------- | --------------------------- | ------------------- | --- |
| 7.    | Az                                              | It                                            | New Line Cinema             | Andy Muschietti     | Bill Skarsgård, Jaeden Lieberher, Jeremy Ray Taylor, Sophia Lillis, Finn Wolfhard, Wyatt Oleff, Chosen Jacobs                                    |
| 7.    | Wind River – Gyilkos nyomon                     | Wind River                                    | Vertigo Média Kft.          | Taylor Sheridan     | Jeremy Renner, Elizabeth Olsen, Gil Birmingham, Jon Bernthal, Julia Jones, Kelsey Asbille, James Jordan                                          |
| 7.    | Óriásláb fia                                    | The Son of Bigfoot                            | StudioCanal                 | Ben Stassen         | Cinda Adams, Bob Barlen, Cal Brunker, Joey Camen, David Epstein                                                                                  |
| 7.    | Renegátok                                       | Renegades                                     | Canal+                      | Steven Quale        | J. K. Simmons, Sylvia Hoeks, Sullivan Stapleton, Ewen Bremner, Diarmaid Murtagh, Charlie Bewley                                                  |
| 7.    | Csábítás                                        | The Beguiled                                  | Universal Pictures          | Sofia Coppola       | Colin Farrell, Nicole Kidman, Kirsten Dunst, Elle Fanning                                                                                        |
| 7.    | Az édes élet (újrabemutatás)                    | La dolce vita                                 | Koch-Lorber Films           | Federico Fellini    | Marcello Mastroianni, Anita Ekberg, Anouk Aimée , Yvonne Furneaux, Magali Noël                                                                   |
| 14.   | Terminátor 2. – Az ítélet napja (újrabemutatás) | Terminator 2: Judgment Day                    | Columbia Pictures           | James Cameron       | Arnold Schwarzenegger, Linda Hamilton, Edward Furlong, Robert Patrick, Earl Boen                                                                 |
| 14.   | A halál ötven órája (újrabemutatás)             | Battle of the Bulge                           | Warner Bros.                | Ken Annakin         | Henry Fonda, Robert Shaw, Robert Ryan, Dana Andrews, George Montgomery, Ty Hardin, Pier Angeli                                                   |
| 14.   | Amerikai bérgyilkos                             | American Assassin                             | Lionsgate                   | Michael Cuesta      | Dylan O’Brien, Michael Keaton, Scott Adkins, Taylor Kitsch, Sanaa Lathan                                                                         |
| 14.   | Fantasztikus utazás Óz birodalmába              | Urfin Dzsijusz i jego gyerevjannije szoldatij | CTB Film Company            | Darina Shmidt       | Dmitriy Dyuzhev, Konstantin Khabenskij, Sergej Shnurov                                                                                           |
| 14.   | Újra otthon                                     | Home Again                                    | Black Bicycle Entertainment | Hallie Meyers-Shyer | Reese Witherspoon, Lake Bell, Michael Sheen |
| 14.   | Nyílt tengeren – Cápák között                   | Cage Dive                                     | Just One More Productions   | Gerald Rascionato   | Joel Hogan, Josh Potthoff, Megan Peta Hill, Pete Valley, Mark Fell                                                                               |
| 21.   | Kingsman: Az aranykör                           | Kingsman: The Gold Circle                     | 20th Century Fox            | Matthew Vaughn      | Taron Egerton, Mark Strong, Julianne Moore, Pedro Pascal, Channing Tatum, Jeff Bridges, Colin Firth                                              |
| 21.   | A Lego Ninjago film                             | The LEGO Ninjago Movie                        | Warner Bros.                | Charlie Bean        | Dave Franco, Justin Theroux, Fred Armisen, Abbi Jacobson, Olivia Munn, Kumail Nanjiani, Michael Peña, Zach Woods, Jackie Chan                    |
| 21.   | 47 méter mélyen                                 | 47 Meters Down                                | thefyzz                     | Johannes Roberts    | Mandy Moore, Claire Holt, Matthew Modine, Chris Johnson, Yani Gellman, Santiago Segura                                                           |
| 21.   | Hetedik alabárdos                               | –                                             | Skyfilm                     | Vékes Csaba         | Bánki Gergely, Sárközi-Nagy Ilona, Bezerédi Zoltán, Ónodi Gábor, Ujlaki Dénes, Mohai Tamás                                                       |
| 21.   | Ultra                                           | –                                             | HBO Europe                  | Simonyi Balázs      | Simonyi Balázs, Szabó Béla, Táncsics Judit, Annett Bahlcke, Herbert Ziefle                                                                       |
| 21.   | Isten hozott Németországban!                    | Willkommen bei den Hartmanns                  | ADS Service                 | Simon Verhoeven     | Senta Berger, Heiner Lauterbach, Florian David Fitz, Palina Rojinski, Elyas M’Barek, Eric Kabongo                                                |
| 28.   | Tulipánláz                                      | Tulip Fever                                   | Paramount Pictures          | Justin Chadwick     | Alicia Vikander, Dane DeHaan, Jack O’Connell, Judi Dench, Christoph Waltz, Cara Delevingne, Zach Galifianakis                                    |
| 28.   | Egyenesen át                                    | Flatliners                                    | Screen Gems                 | Niels Arden Oplev   | Ellen Page, Kiefer Sutherland, Nina Dobrev, Diego Luna                                                                                           |
| 28.   | New York-i afférok                              | The Only Living Boy in New York               | Big Indie Pictures          | Mark Webb           | Callum Turner, Kate Beckinsale, Pierce Brosnan, Jeff Bridges                                                                                     |
| 28.   | Salamon király kalandjai                        | –                                             | Big Indie Pictures          | Mark Webb           | Nagy Ervin, Csőre Gábor, Pálmai Anna, Schneider Zoltán, Csankó Zoltán, Bogdányi Titanilla, Szacsvay László, Harsányi Gábor, Esztergályos Cecília |
| 28.   | Lady Macbeth                                    | Lady Macbeth                                  | Sixty Six Pictures          | William Oldroyd     | Florence Pugh, Cosmo Jarvis, Paul Hilton, Naomi Ackie, Christopher Fairbank, Golda Rosheuvel                                                     |

### Október
| Dátum | Magyar cím                              | Eredeti cím                 | Filmstúdió                      | Rendező           | Főszereplők                                                                                               |
| ----- | --------------------------------------- | --------------------------- | ------------------------------- | ----------------- | --- |
| 5.    | Szárnyas fejvadász 2049                 | Blade Runner 2049           | Columbia Pictures               | Denis Villeneuve  | Harrison Ford, Ryan Gosling, Ana de Armas, Robin Wright, Jared Leto, Dave Bautista                        |
| 5.    | A négyzet                               | The Square                  | Cirko Film                      | Ruben Östlund     | Claes Bang, Elisabeth Moss, Dominic West                                                                  |
| 5.    | Borg/McEnroe                            | Borg McEnroe                | A Company Hungary Kft.          | Janus Metz        | Sverrir Gudnason, Shia LaBeouf, Stellan Skarsgård, Tuva Novotny                                           |
| 12.   | Hóember                                 | The Snowman                 | UIP-Dunafilm                    | Tomas Alfredson   | Michael Fassbender, Rebecca Ferguson, Charlotte Gainsbourg, J. K. Simmons                                 |
| 12.   | HHhH – Himmler agyát Heydrichnek hívják | The Man with the Iron Heart | Légende Films                   | Cédric Jimenez    | Jason Clarke, Rosamund Pike, Jack O’Connell, Mia Wasikowska, Jack Reynor                                  |
| 12.   | My Little Pony: A film                  | My Little Pony              | Lionsgate                       | Jayson Thiessen   | Emily Blunt, Kristin Chenoweth, Liev Schreiber, Ashleigh Ball, Michelle Creber                            |
| 19.   | Anyám!                                  | Mother!                     | UIP-Dunafilm                    | Darren Aronofsky  | Jennifer Lawrence, Javier Bardem, Ed Harris, Michelle Pfeiffer, Domhnall Gleeson, Kristen Wiig            |
| 19.   | Nyírjuk ki Gunthert                     | Killing Gunther             | Bontonfilm                      | Taran Killam      | Arnold Schwarzenegger, Taran Killam, Cobie Smulders, Allison Tolman, Hannah Simone, Bobby Moyniham        |
| 19.   | Űrvihar                                 | Geostorm                    | InterCom Zrt.                   | Dean Devlin       | Gerard Butler, Katheryn Winnick, Andy García, Ed Harris, Abbie Cornish, Jim Sturgess                      |
| 19.   | Négyen a bank ellen                     | Vier gegen die Bank         | Hellinger / Doll Filmproduktion | Wolfgang Petersen | Antje Traue, Alexandra Maria Lara, Til Schweiger, Jana Pallaske, Matthias Schweighöfer, Claudia Michelsen |
| 26.   | Fűrész – Újra játékban                  | Jigsaw                      | Twisted Pictures                | Michael Spierig   | Laura Vandervoort, Tobin Bell, Callum Keith Rennie, Brittany Allen, Clé Bennett                           |
| 26.   | Dzsungel                                | Jungle                      | Babber Films                    | Greg McLean       | Daniel Radcliffe, Lily Sullivan, Yasmin Kassim, Thomas Kretschmann                                        |
| 26.   | A kis vámpír                            | The Little Vampire 3D       | Ambient Entertainment GmbH      | Richard Claus     | Jim Carter, Rasmus Hardiker, Alice Krige, Tim Pigott-Smith, Miriam Margolyes                              |
| 26.   | Suburbicon – Tiszta udvar, rendes ház   | Suburbicon                  | Black Bear Pictures             | George Clooney    | Matt Damon, Oscar Isaac, Julianne Moore, Glenn Fleshler, Marah Fairclough, Megan Ferguson                 |
| 26.   | Dupla szerető                           | L’amant double              | Mandarin Films                  | François Ozon     | Marine Vacth, Jérémie Renier, Jacqueline Bisset, Myriam Boyer, Dominique Reymond                          |

### November
| Dátum | Magyar cím                      | Eredeti cím                    | Filmstúdió                 | Rendező             | Főszereplők |
| ----- | ------------------------------- | ------------------------------ | -------------------------- | ------------------- | --- |
| 2.    | Thor: Ragnarök                  | Thor: Ragnarok                 | Freeman Films              | Taika Waititi       | Chris Hemsworth, Tom Hiddleston, Cate Blanchett, Idris Elba, Jeff Goldblum, Tessa Thompson, Karl Urban, Mark Ruffalo |
| 2.    | Budapest Noir                   | –                              | Pioneer Pictures           | Gárdos Éva          | Dobó Kata, Anger Zsolt, Kulka János, Tenki Réka, Kováts Adél, Kolovratnik Krisztián                                  |
| 2.    | Szörnyen boldog család          | Happy Family                   | Ambient Entertainment GmbH | Holger Tappe        | Emily Watson, Jason Isaacs, Nick Frost, Jessica Brown Findlay, Celia Imrie                                           |
| 2.    | Emlékszem rád                   | Ég man þig                     | Zik Zak Filmworks          | Óskar Thór Axelsson | Jóhannes Haukur Jóhannesson, Thor Kristjansson, Ágústa Eva Erlendsdóttir                                             |
| 9.    | Gyilkosság az Orient expresszen | Murder on the Orient Express   | 20th Century Fox           | Kenneth Branagh     | Kenneth Branagh, Johnny Depp, Daisy Ridley, Michelle Pfeiffer, Penélope Cruz, Willem Dafoe, Judi Dench               |
| 9.    | Rossz anyák karácsonya          | A Bad Moms Christmas           | Huayi Brothers Pictures    | Jon Lucas           | Mila Kunis, Kristen Bell, Kathryn Hahn, Susan Sarandon, Christine Baranski, Cheryl Hines                             |
| 9.    | Rodin – Az alkotó               | Rodin                          | Wild Bunch                 | Jacques Doillon     | Vincent Lindon, Izïa Higelin, Séverine Caneele, Anders Danielsen Lie, Pauline Cousty                                 |
| 16.   | Az Igazság Ligája               | Justice League                 | Warner Bros.               | Zack Snyder         | Ben Affleck, Gal Gadot, Jared Leto, Ezra Miller, Amy Adams, Henry Cavill, Amber Heard, Jason Momoa                   |
| 16.   | Boldog halálnapot!              | Happy Death Day                | Universal Pictures         | Christopher Landon  | Jessica Rothe, Israel Broussard, Ruby Modine, Charles Aitken                                                         |
| 16.   | Megtorlás                       | Brimstone                      | X-Filme Creative Pool      | Martin Koolhoven    | Dakota Fanning, Guy Pearce, Emilia Jones, Carice van Houten, Kit Harington                                           |
| 16.   | Madame                          | Madame                         | LGM Productions            | Amanda Sthers       | Toni Collette, Harvey Keitel, Rossy de Palma, Michael Smiley, Sue Cann, Tim Fellingham                               |
| 23.   | Szabadulószoba                  | Escape Room                    | Escape Productions         | Will Wernick        | Evan Williams, Annabelle Stephenson, Elisabeth Hower, Dan J. Johnson, John Ierard                                    |
| 23.   | Coco                            | Coco                           | Disney-Pixar               | Lee Unkrich         | Anthony Gonzalez, Benjamin Bratt, Gael García Bernal, Renee Victor                                                   |
| 23.   | Hét nővér                       | Seven Sisters                  | Nexus Factory              | Tommy Wirkola       | Noomi Rapace, Glenn Close, Willem Dafoe, Marwan Kenzari, Christian Rubeck                                            |
| 23.   | A Viszkis                       | –                              | Film Force Team            | Antal Nimród        | Szalay Bence, Móga Piroska, Schneider Zoltán, Klem Viktor, Gazsó György                                              |
| 30.   | Paddington 2.                   | Paddington 2                   | The Weinstein Company      | Paul King           | Sally Hawkins, Brendan Gleeson, Hugh Grant, Jim Broadbent, Julie Walters, Hugh Bonneville                            |
| 30.   | Mikulás Karácsonyra             | Snekker Andersen og Julenissen | Fantefilm                  | Terje Rangnes       | Thor Michael Aamodt, Anders Baasmo Christiansen, Ann Carnarius Elseth, Ingeborg Raustøl                              |
| 30.   | Harmadnaposok 2.                | A Few Less Men                 | Gorean Films               | Mark Lamprell       | Dacre Montgomery, Xavier Samuel, Kris Marshall, Kevin Bishop                                                         |

### December
| Dátum | Magyar cím                             | Eredeti cím                    | Filmstúdió                                        | Rendező                          | Főszereplők |
| ----- | -------------------------------------- | ------------------------------ | ------------------------------------------------- | -------------------------------- | --- |
| 7.    | Megjött apuci 2.                       | Daddy’s Home 2                 | Paramount Pictures                                | Sean Anders                      | Will Ferrell, Mark Wahlberg, Mel Gibson, John Lithgow, Linda Cardellini, John Cena                                           |
| 7.    | Wonder Wheel – Az óriáskerék           | Wonder Wheel                   | Amazon Studios                                    | Woody Allen                      | Kate Winslet, James Belushi, Juno Temple, Justin Timberlake, Max Casella, Tony Sirico, Steve Schirripa                       |
| 7.    | Stratton                               | Stratton                       | Atomic Arts                                       | Simon West                       | Dominic Cooper, Austin Stowell, Gemma Chan, Connie Nielsen, Thomas Kretschmann, Tom Felton                                   |
| 7.    | Volt egyszer egy Németország           | Es war einmal in Deutschland…  | IGC Films                                         | Sam Garbarski                    | Moritz Bleibtreu, Antje Traue, Tim Seyfi, Mark Ivanir, Anatole Taubman, Mácsai Pál                                           |
| 14.   | Star Wars VIII. rész – Az utolsó jedik | Star Wars: The Last Jedi       | Lucasfilm, Walt Disney                            | Rian Johnson                     | Mark Hamill, Carrie Fisher, Adam Driver, Daisy Ridley, John Boyega, Oscar Isaac, Andy Serkis                                 |
| 14.   | Az igazi csoda                         | Wonder                         | Lionsgate                                         | Stephen Chbosky                  | Jacob Tremblay, Owen Wilson, Julia Roberts, Izabela Vidovic, Mark Dozlaw, Rukiya Bernard                                     |
| 21.   | Jumanji – Vár a dzsungel               | Jumanji: Welcome to the Jungle | Sony Pictures                                     | Jake Kasdan                      | Dwayne Johnson, Kevin Hart, Jack Black, Karen Gillan, Nick Jonas, Bobby Cannavale                                            |
| 21.   | Ferdinánd                              | Ferdinand                      | Blue Sky Studios, Twentieth Century Fox Animation | Carlos Saldanha                  | Kate McKinnon, Bobby Cannavale, John Cena, Gina Rodriguez, Daniela Bobadilla                                                 |
| 21.   | 24 óra a halálig                       | 24 Hours to Live               | Fundamental Films, Thunder Road Pictures          | Brian Smrz                       | Ethan Hawke, Rutger Hauer, Paul Anderson, Liam Cunningham                                                                    |
| 21.   | Doktor Knock                           | Knock                          | Versus Production, France 2 Cinéma                | Lorraine Lévy                    | Omar Sy, Ana Girardot, Alex Lutz, Audrey Dana, Sabine Azéma                                                                  |
| 21.   | Kaotikus karácsony                     | En underbar jävla jul          | Sweetwater Productions                            | Helena Bergström                 | Robert Gustafsson, Maria Lundqvist, Anastasios Soulis, Rakel Wärmländer, Inga Landgré                                        |
| 21.   | Loving Vincent                         | Loving Vincent                 | Trademark Films                                   | Dorota Kobiela, Hugh Welchman    | Chris O’Dowd, Saoirse Ronan, Douglas Booth, Jerome Flynn, Robert Gulaczyk                                                    |
| 28.   | Bőrpofa                                | Leatherface                    | Millennium Films, Lionsgate                       | Alexandre Bustillo, Julien Maury | Stephen Dorff, Lili Taylor, Nicole Andrews, Finn Jones, James Bloor, Vanessa Grasse                                          |
| 28.   | Egy szent szarvas meggyilkolása        | The Killing of a Sacred Deer   | A24                                               | Yorgos Lanthimos                 | Nicole Kidman, Alicia Silverstone, Colin Farrell, Raffey Cassidy, Barry Keoghan, Bill Camp                                   |
| 28.   | Tökéletes hang 3.                      | Pitch Perfect 3                | Universal Pictures                                | Trish Sie                        | Ruby Rose, Hailee Steinfeld, Anna Kendrick, Elizabeth Banks, Brittany Snow, John Lithgow, Rebel Wilson                       |
| 28.   | A legnagyobb showman                   | The Greatest Showman           | Twentieth Century Fox                             | Michael Gracey                   | Hugh Jackman, Michelle Williams, Zac Efron, Zendaya, Rebecca Ferguson, Austyn Johnson                                        |
| 28.   | Jöjj el napfény!                       | Un beau soleil intérieur       | Curiosa Films                                     | Claire Denis                     | Juliette Binoche, Xavier Beauvois, Philippe Katerine, Josiane Balasko, Sandrine Dumas, Nicolas Duvauchelle, Gérard Depardieu |
| 28.   | Szerelem tesztelve                     | Ôtez-moi d’un doute            | France 2 Cinéma                                   | Carine Tardieu                   | François Damiens, Cécile De France, Guy Marchand, Lyès Salem, André Wilms, Alice de Lencquesaing                             |
| 28.   | Szex, ex, szerelem                     | Les ex                         | TF1 Films Production                              | Maurice Barthélémy               | Jean-Paul Rouve, Patrick Chesnais, Arnaud Ducret, Stéfi Celma, Judith El Zein, Natacha Lindinger                             |

## Moziban nem játszott filmek
| Év   | Magyar cím Eredeti cím                                      | Szereplő                                                                       | Műfaj                   |
| ---- | ----------------------------------------------------------- | ------------------------------------------------------------------------------ | ----------------------- |
| 2013 | Hátborzongat-Lak (A Haunted House)                          | Marlon Wayans, Essence Atkins, David Koechner, Marlene Forte                   | horror, vígjáték        |
| 2014 | Hátborzongat-Lak 2. (A Haunted House 2)                     | Marlon Wayans, Essence Atkins, Jaime Pressly, Gabriel Iglesias                 | horror, vígjáték        |
| 2014 | Menekülj! 2. (See No Evil 2)                                | Glenn Thomas Jacobs, Chelan Simmons, Katharine Isabelle, Danielle Harris       | horror                  |
| 2014 | Mercy (Mercy)                                               | Frances O’Connor, Dylan McDermott, Chandler Riggs, Joel Courtney               | horror                  |
| 2014 | Gyilkos tét (Gutshot Straight)                              | George Eads, Ted Levine, Tia Carrere Steven Seagal, Vinnie Jones, Stephen Lang | akció, thriller         |
| 2014 | Elhárítók (Eliminators)                                     | Scott Adkins, Wade Barrett, Daniel Caltagirone, James Cosmo                    | akció                   |
| 2015 | Börtönlázadás (Riot)                                        | Dolph Lundgren, Matthew Reese, Chuck Liddell, Danielle Chuchran                | akció                   |
| 2015 | Feszültség (Life on the Line)                               | John Travolta, Kate Bosworth, Devon Sawa, Sharon Stone                         | dráma                   |
| 2015 | Bűnös utakon (Criminal Activities)                          | John Travolta, Jackie Earle Haley, Dan Stevens, Edi Gathegi                    | dráma, thriller         |
| 2015 | A jó, a rossz és a halott (The Good, the Bad, and the Dead) | Dolph Lundgren, Danny Trejo, Vivica A. Fox, Michael Paré, Johnny Messner       | akció                   |
| 2016 | Az alvilág harcosa (Rumble)                                 | Gary Daniels, Luis Gatica, Eddie J. Fernandez                                  | akció                   |
| 2016 | A párbaj (The Duel)                                         | Liam Hemsworth, Woody Harrelson, William Hurt, Emory Cohen                     | western                 |
| 2016 | A megölhetetlen (Don't Kill It)                             | Dolph Lundgren, Kristina Klebe, Billy Slaughter, Elissa Dowling                | fantasy, horror         |
| 2016 | Wilson (Wilson)                                             | Woody Harrelson, Judy Greer, Laura Dern, Cheryl Hines                          | vígjáték                |
| 2016 | Tökéletes fegyver (The Perfect Weapon)                      | Steven Seagal, Sasha Jackson, Johnny Messner, Richard Tyson                    | akció                   |
| 2016 | Küldetése: Igazságosztó (Code of Honor)                     | Steven Seagal, Craig Sheffer, James Russo, Louis Mandylor                      | akció                   |
| 2016 | Az erőszak völgye (In a Valley of the Violence)             | Ethan Hawke, John Travolta, Taissa Farmiga, Karen Gillan                       | dráma, krimi            |
| 2016 | Vitathatatlan 4. – Piszkos játszma (Boyka: Undisputed IV)   | Scott Adkins, Teodora Duhovnikova, Alon Aboutboul, Paul Chaidi                 | akció, thriller, sport  |
| 2016 | Ouija: A gonosz eredete (Ouija: Origin of Evil)             | Elizabeth Reaser, [[Doug Jones] (színész)\|]], Annalise Basso, Lulu Wilson     | horror, thriller        |
| 2016 | A forradalom napján (Bastille Day)                          | Idris Elba, Richard Madden, Kelly Reilly                                       | akció, dráma            |
| 2017 | S.W.A.T. – Tűzveszély (S.W.A.T.: Under Siege)               | Sam Jaeger, Adrianne Palicki, Michael Jai White, Kyra Zagorsky                 | akció, thriller         |
| 2017 | Soha ne felejts! (Kill'em All)                              | Jean-Claude Van Damme, Peter Stormare, Daniel Bernhardt, Kris Van Damme        | akció                   |
| 2017 | Álmatlanság (Sleepless)                                     | Jamie Foxx, Michelle Monaghan, Dermot Mulroney, Scoot McNairy, T.I.            | akció, thriller         |
| 2017 | Bosszú szeretetből (Vengeance: A Love Story)                | Nicolas Cage, Deborah Kara Unger, Anna Hutchison, Don Johnson                  | thriller                |
| 2017 | Hegyek között (The Mountain Between Us)                     | Kate Winslet, Idris Elba, Dermot Mulroney                                      | thriller, akció, kaland |
| 2017 | Veszélyes meló (Larceny)                                    | Dolph Lundgren, Corbin Bernsen, Louis Mandylor, Jocelyn Osorio                 | thriller, akció         |
| 2017 | Fekete pillangó (Black Butterfly)                           | Antonio Banderas, Jonathan Rhys Meyers                                         | thriller                |

## Díjak, fesztiválok
- 89. Oscar-gála

legjobb film: Holdfény
legjobb idegen nyelvű film: Az ügyfél
legjobb rendező: Damien Chazelle – Kaliforniai álom
legjobb női főszereplő: Emma Stone – Kaliforniai álom
legjobb férfi főszereplő: Casey Affleck – A régi város
legjobb női mellékszereplő: Viola Davis – Kerítések
legjobb férfi mellékszereplő: Mahershalalhashbaz Ali – Holdfény
- 74. Golden Globe-gála

legjobb drámai film: Holdfény
legjobb komédia vagy musical: Kaliforniai álom
legjobb idegen nyelvű film: Áldozat?
legjobb rendező: Damien Chazelle – Kaliforniai álom
legjobb színésznő (dráma): Isabelle Huppert – Áldozat?
legjobb férfi színész (dráma): Casey Affleck – A régi város
legjobb színésznő (komédia vagy musical): Emma Stone – Kaliforniai álom
legjobb férfi színész (komédia vagy musical): Ryan Gosling – Kaliforniai álom
- 30. Európai Filmdíj-gála

legjobb film: A négyzet
legjobb filmvígjáték: A négyzet
legjobb rendező: Ruben Östlund – A négyzet
legjobb színésznő: Borbély Alexandra – Testről és lélekről
legjobb színész: Claes Bang – A négyzet
közönségdíj: Stefan Zweig – Búcsú Európától
- 42. César-gála

legjobb film: Áldozat?
legjobb külföldi film: Én, Daniel Blake
legjobb rendező: Xavier Dolan – Ez csak a világ vége
legjobb színész: Gaspard Ulliel – Ez csak a világ vége
legjobb színésznő: Isabelle Huppert – Áldozat?
- 70. BAFTA-gála

legjobb film: Kaliforniai álom
legjobb nem angol nyelvű film: Saul fia
legjobb brit film: Én, Daniel Blake
legjobb rendező: Damien Chazelle – Kaliforniai álom
legjobb női főszereplő: Emma Stone – Kaliforniai álom
legjobb férfi főszereplő: Casey Affleck – A régi város
- 37. Arany Málna-gála

legrosszabb film: A függetlenség napja – Feltámadás
legrosszabb remake: Batman Superman ellen – Az igazság hajnala
legrosszabb rendező: Dinesh D'Souza és Bruce Schooley – Hillary's America: The Secret History of the Democratic Party
legrosszabb női főszereplő: Becky Turner – Hillary's America: The Secret History of the Democratic Party
legrosszabb férfi főszereplő: Dinesh D'Souza – Hillary's America: The Secret History of the Democratic Party
- 2. Magyar Filmdíj-gála

Legjobb játékfilm: A martfűi rém
Legjobb tévéfilm: Szürke senkik
Legjobb rendező: Sopsits Árpád – A martfűi rém
Legjobb forgatókönyvíró: Till Attila – Tiszta szívvel
Legjobb női főszereplő: Szamosi Zsófia – A martfűi rém
Legjobb férfi főszereplő: Thuróczy Szabolcs – Tiszta szívvel
- 70. Cannes-i Fesztivál

Arany Pálma: A négyzet
a fesztivál 70. évfordulós díja: Nicole Kidman
nagydíj: 120 dobbanás percenként
a zsűri díja: Szeretet nélkül (Нелюбовь)
legjobb rendezés díja: Sofia Coppola – The Beguiled (Csábítás)
legjobb női alakítás díja: Diane Kruger – Sötétben
legjobb férfi alakítás díja: Joaquin Phoenix – Sosem voltál itt
legjobb forgatókönyv díja (megosztva):
Egy szent szarvas meggyilkolása – Jórgosz Lánthimosz és Efthimis Filippou
Sosem voltál itt – Lynne Ramsay

## Halálozások
- január 3. – Rodney Bennett, brit tv-filmrendező
- január 5. – Klaus Wildbolz, osztrák színész
- január 6. – Francine York, amerikai színésznő
- január 6. – Om Puri, indiai színész (* 1950)
- január 9. – Teresa Ann Savoy, angol színésznő
- január 10. – Tony Rosato, olasz-kanadai színész, szinkronszínész
- január 12. – William Peter Blatty, amerikai filmrendező, forgatókönyvíró
- január 18. – Ion Besoiu, román színész
- január 19. – Miguel Ferrer, amerikai színész
- január 22. – Werner Nekes, német filmrendező
- január 23. – Gorden Kaye, angol színész
- január 24. – Zentai Anna, Jászai Mari-díjas színész
- január 25. – Mary Tyler Moore, amerikai színésznő
- január 25. – John Hurt, Golden Globe- és BAFTA-díjas angol színész
- január 26. – Barbara Hale, amerikai színésznő
- január 26. – Mike Connors, amerikai színész
- január 27. – Gisella Sofio, olasz színésznő
- január 27. – Emmanuelle Riva, francia színésznő
- január 27. – Robert Ellis Miller, amerikai filmrendező
- január 28. – Pusztai Péter, színész
- január 29. – Mihály Pál, romániai magyar színész
- január 31. – Frank Pellegrino, amerikai színész
- február 2. – Yvonne Marsh, angol színésznő
- február 4. – Takács Margit, színésznő, érdemes művész
- február 4. – John Gay, amerikai forgatókönyvíró
- február 5. – Björn Granath, svéd színész
- február 6. – Alec McCowen, angol színész
- február 6. – Irwin Corey, amerikai komikus, színész
- február 7. – Richard Hatch, amerikai színész
- február 8. – Alan Simpson, angol forgatókönyvíró
- február 9. – Radu Gabrea, román filmrendező, forgatókönyvíró
- február 17. – Warren Frost, amerikai színész
- február 18. – Pasquale Squitieri, olasz filmrendező, forgatókönyvíró
- február 19. – Chris Wiggins, angliai születésű kanadai színész
- február 19. – Danuta Szaflarska, lengyel színésznő
- február 21. – Brunella Bovo, olasz színésznő
- február 22. – Alekszej Petrenko, szovjet-orosz színész
- február 22. – Níkosz Kúndurosz, görög filmrendező
- február 24. – Gustaw Lutkiewicz, lengyel színész
- február 25. – Bill Paxton, amerikai színész
- február 25. – Neil Fingleton, angol kosárlabdázó, színész
- február 26. – Berek Kati, kétszeres Jászai Mari-díjas magyar színésznő, a nemzet színésze (* 1930)
- március 3. – Míriam Colón, Puerto Ricó-i színésznő
- március 5. – Fred Weintraub, amerikai filmproducer
- március 9. – Gyimesi Pálma, színművésznő
- március 10. – Tony Haygarth, angol színész
- március 10. – John Forgeham, angol színész
- március 11. – Kovács András, Kossuth-díjas filmrendező
- március 14. – Jack H. Harris, amerikai filmproducer
- március 17. – Lawrence Montaigne, amerikai színész
- március 17. – Robert Day, angol filmrendező
- március 20. – Csendes László, Jászai Mari-díjas színész, rendező
- március 22. – Tomás Milián, kubai születésű amerikai színész
- március 23. – Lola Albright, amerikai színésznő
- március 25. – Giorgio Capitani, olasz filmrendező, forgatókönyvíró
- március 26. – Darlene Cates, amerikai színésznő
- március 28. – Christine Kaufmann, német színésznő
- március 31. – Halit Akçatepe, török színész
- április 1. – Gösta Ekman Jr., svéd színész, rendező
- április 2. – Tanai Bella, színésznő (* 1930)
- április 5. – Memè Perlini, olasz színész, filmrendező
- április 6. – Don Rickles, amerikai komikus, színész
- április 6. – Jack Pinoteau, francia filmrendező
- április 6. – Libuše Havelková, cseh színésznő
- április 7. – Tim Pigott-Smith, angol színész
- április 7. – Christopher Morahan, angol film- és színházi rendező
- április 7. – Relja Bašić, horvát színész
- április 9. – Jiří Ornest, cseh színész, színházi rendező
- április 9. – Margarita Isabel, mexikói színésznő
- április 9. – Peter Hansen, amerikai színész
- április 12. – Charlie Murphy, amerikai komikus, színész, író
- április 12. – Michael Ballhaus, német operatőr
- április 15. – Clifton James, amerikai színész
- április 18. – J. C. Spink, amerikai filmproducer
- április 18. – Yvonne Monlaur, francia színésznő
- április 21. – Enrico Medioli, olasz forgatókönyvíró
- április 22. – Gustavo Rojo, uruguayi színész
- április 22. – Witold Pyrkosz,	lengyel színész
- április 22. – Erin Moran, amerikai színésznő
- április 23. – Kathleen Crowley, amerikai színésznő
- április 26. – Jonathan Demme, Oscar-díjas amerikai filmrendező (* 1944)
- április 29. – Usztics Mátyás, magyar színművész, rendező, szinkronszínész (* 1949)
- május 1. – Pierre Gaspard-Huit, francia filmrendező, forgatókönyvíró
- május 3. – Daliah Lavi, izraeli színésznő, énekesnő, modell
- május 3. – Lukas Ammann, svájci színész
- május 4. – Victor Lanoux, francia színész
- május 5. – Quinn O’Hara, skóciai születésű amerikai színész
- május 8. – Curt Lowens, németországi születésű amerikai színész
- május 8. – Mary Tsoni, görög színésznő, énekesnő
- május 9. – Michael Parks, amerikai színész
- május 10. – Nelson Xavier, brazil színész
- május 10. – Emmanuèle Bernheim, francia író, forgatókönyvíró
- május 10. – Geoffrey Bayldon, angol színész
- május 13. – Manuel Pradal, francia filmrendező, forgatókönyvíró
- május 13. – John Cygan, amerikai színész
- május 14. – Brad Grey, amerikai filmproducer
- május 14. – Powers Boothe, Emmy-díjas amerikai karakterszínész
- május 16. – Oleg Boriszovics Vidov, szovjet-orosz színész
- május 18. – Dés Mihály, író, műfordító, színész
- május 20. – Lisa Spoonauer, amerikai színésznő
- május 22. – Dina Merrill, amerikai színésznő
- május 23. – Roger Moore, angol színész, producer (* 1927)
- május 24. – Jared Martin, amerikai színész
- május 26. – Toni Bertorelli, olasz színész
- május 28. – Jean-Marc Thibault, francia színész
- május 30. – Elena Verdugo, amerikai színésznő
- május 30. – Molly Peters, angol színésznő
- május 30. – Robert Michael Morris, amerikai színész
- május 31. – Fred J. Koenekamp, Oscar-díjas amerikai operatőr
- május 31. – Tino Insana, amerikai színész, író
- június 1. – José Greci, olasz színésznő
- június 2. – Peter Sallis, angol színész
- június 4. – Roger Smith, amerikai színész, forgatókönyvíró
- június 8. – Glenne Headly, amerikai színésznő
- június 9. – Adam West, amerikai színész
- június 10. – Julia Perez, indonéz színésznő
- június 12. – Sam Beazley, angol színész
- június 12. – Piotr Andrejew, lengyel filmrendező
- június 13. – Anita Pallenberg, olasz színésznő, énekesnő, fotómodell, divattervező
- június 15. – Bill Dana, magyar származású amerikai komikus, színész, forgatókönyvíró
- június 15. – Alekszej Batalov, orosz színész, filmrendező
- június 16. – Gilberto Galimberti, olasz színész
- június 16. – Stephen Furst, amerikai színész
- június 16. – John G. Avildsen, Oscar-díjas amerikai filmrendező
- június 17. – Anneliese Uhlig, német színésznő
- június 18. – Antonio Medellín, mexikói színész
- június 19. – Brian Cant, angol színész
- június 22. – Hartmut Neugebauer, német színész
- június 27. – Michael Nyqvist, svéd színész
- június 27. – Michael Bond, angol író
- június 28. – František Řehák, cseh színész
- július 1. – Simon György, Jászai Mari-díjas színművész
- július 2. – Chris Roberts, német énekes, színész
- július 3. – Paolo Villaggio, olasz színész, író, rendező, komikus
- július 3. – Solvi Stübing, német színésznő
- július 3. – Joe Robinson, angol színész, kaszkadőr
- július 4. – Ji-Tu Cumbuka, amerikai színész
- július 5. – Santiago Meléndez, spanyol színész
- július 7. – Jean-Pierre Bernard, francia színész
- július 8. – Elsa Martinelli, olasz modell, színésznő
- július 8. – Nelsan Ellis, amerikai színész
- július 10. – Isabelle Sadoyan, francia színésznő
- július 11. – Schubert Éva, Kossuth-díjas magyar színésznő
- július 11. – Evzen Kolar, cseh filmproducer
- július 15. – Martin Landau, Oscar-díjas amerikai színész (* 1928)
- július 16. – George A. Romero, amerikai-kanadai filmrendező (* 1940)
- július 16. – Trevor Baxter, brit színész
- július 17. – Harvey Atkin, kanadai színész
- július 20. – Claude Rich, francia színész
- július 21. – Deborah Watling, angol színésznő
- július 21. – John Heard, amerikai színész
- július 25. – Hywel Bennett, walesi színész
- július 26. – Patti Deutsch, amerikai szinkronszínésznő, komikus
- július 26. – June Foray, amerikai szinkronszínésznő
- július 27. – Sam Shepard, amerikai színész, forgatókönyvíró, író, filmrendező (* 1943)
- július 31. – Jeanne Moreau, francia színésznő (* 1928)
- augusztus 3. – Ty Hardin, amerikai színész
- augusztus 3. – Robert Hardy, angol színész
- augusztus 13. – Joseph Bologna, amerikai színész
- augusztus 13. – Basilio Martín Patino, spanyol filmrendező
- augusztus 14. – Andrzej Blumenfeld, lengyel színész
- augusztus 16. – Kira Golovko, szovjet-orosz színésznő
- augusztus 17. – Sonny Landham, amerikai színész
- augusztus 20. – Margot Hielscher, német énekesnő, színésznő
- augusztus 21. – Thomas Meehan, háromszoros Tony-díjas amerikai forgatókönyvíró
- augusztus 22. – Alain Berbérian, francia filmrendező, író
- augusztus 24. – Jay Thomas, amerikai színész, rádiós műsorvezető
- augusztus 26. – Tobe Hooper, amerikai filmrendező
- augusztus 27. – Lorán Lenke, Jászai Mari-díjas magyar színművész (* 1927)
- augusztus 28. – Mireille Darc, francia színésznő
- augusztus 30. – Makk Károly, Kossuth- és Balázs Béla-díjas magyar filmrendező, forgatókönyvíró, a nemzet művésze (* 1925)
- augusztus 31. – Richard Anderson, amerikai színész
- augusztus 31. – Egon Günther, német filmrendező, forgatókönyvíró
- szeptember 1. – Shelley Berman, amerikai komikus, színész
- szeptember 2. – Murray Lerner, Oscar-díjas amerikai dokumentum-filmrendező, producer
- szeptember 4. – Gastone Moschin, olasz színész
- szeptember 8. – Ljubiša Samardžić, szerb színész, rendező (* 1936)
- szeptember 8. – Kurt Sobotka, osztrák színész, szinkronszínész, filmrendező
- szeptember 8. – Blake Heron, amerikai színész
- szeptember 10. – Hans Alfredson, svéd színész, rendező
- szeptember 10. – Luigi Maria Burruano, olasz színész
- szeptember 13. – Frank Vincent, amerikai színész
- szeptember 13. – Saby Kamalich, perui-mexikói színésznő
- szeptember 14. – George Englund, amerikai filmrendező, producer
- szeptember 15. – Harry Dean Stanton, amerikai színész
- szeptember 17. – Suzan Farmer, angol színésznő
- szeptember 18. – Chuck Low, amerikai színész
- szeptember 19. – José Salcedo, spanyol filmvágó
- szeptember 19. – Bernie Casey, amerikai színész
- szeptember 24. – Gisèle Casadesus, francia színésznő
- szeptember 25. – Elizabeth Dawn, angol színésznő
- szeptember 25. – Jan Tříska, cseh színész
- szeptember 27. – Anne Jeffreys, amerikai színésznő
- szeptember 27. – Hiromi Hayakawa, japán–mexikói színésznő, énekesnő
- szeptember 28. – Benjamin Whitrow, angol színész
- szeptember 28. – Antonio Isasi-Isasmendi, spanyol filmrendező, producer
- szeptember 28. – Marietta Marich, amerikai színésznő
- szeptember 28. – Wiesław Michnikowski, lengyel színész
- október 2. – Evangelina Elizondo, mexikói színésznő
- október 4. – William Tepper, amerikai színész
- október 5. – Anne Wiazemsky, francia színésznő, író
- október 5. – Trevor Martin, skót színész
- október 5. – António de Macedo, portugál filmrendező, forgatókönyvíró
- október 6. – Nepp József, Kossuth-díjas rajzfilmrendező, forgatókönyvíró
- október 8. – Birgitta Ulfsson, finn-svéd színésznő
- október 9. – Jean Rochefort, francia színész
- október 10. – Lissy Tempelhof, német színésznő
- október 11. – Don Pedro Colley, amerikai színész
- október 16. – John Dunsworth, kanadai színész
- október 16. – Roy Dotrice, brit színész
- október 17. – Danielle Darrieux francia színésznő, énekesnő
- október 18. – Brent Briscoe, amerikai színész
- október 19. – Umberto Lenzi, olasz filmrendező
- október 20. – Federico Luppi, argentin színész
- október 20. – Ugo Fangareggi, olasz színész, szinkronszínész
- október 21. – Rosemary Leach, angol színésznő
- október 24. – Robert Guillaume, Emmy-díjas amerikai színész, énekes
- október 25. – Jack Bannon, amerikai színész
- október 31. – Mircea Drăgan, román filmrendező
- november 1. – Pablo Cedrón, argentin színész
- november 1. – Brad Bufanda, amerikai sorozatszínész
- november 4. – Pápai Erzsi, Jászai Mari-díjas színésznő
- november 6. – Karin Dor, német színésznő
- november 9. – John Hillerman, amerikai színész
- november 10. – Ray Lovelock, olasz színész
- november 10. – Erika Remberg, osztrák színésznő
- november 13. – Alina Janowska, lengyel színésznő
- november 14. – Jack Blessing, amerikai színész
- november 16. – Robert Hirsch, francia színész
- november 16. – Ann Wedgeworth, amerikai színésznő
- november 17. – Earle Hyman, amerikai színész
- november 19. – Claudio Báez, mexikói színész
- november 21. – Peter Berling, német színész, forgatókönyvíró, filmproducer
- november 21. – Rodney Bewes, angol színész
- november 21. – David Cassidy, amerikai énekes, zenész, színész
- november 23. – Paul Paviot, francia filmrendező, forgatókönyvíró
- november 23. – Stela Popescu,	román színésznő
- november 23. – Anthony Harvey, brit filmrendező, vágó
- november 25. – Julio Oscar Mechoso, amerikai színész
- november 30. – Jim Nabors, amerikai színész, énekes, komikus
- november 30. – Alain Jessua, francia filmrendező, forgatókönyvíró
- november 30. – Clifford David, amerikai színész
- november 30. – Alfie Curtis, brit színész
- december 2. – Ulli Lommel, német színész, filmrendező, forgatókönyvíró
- december 7. – Steve Reevis, indián származású amerikai színész
- december 7. – Juan Luis Buñuel, francia filmrendező, forgatókönyvíró
- december 8. – Howard Gottfried, amerikai filmproducer
- december 9. – Lando Fiorini, olasz énekes, színész
- december 9. – Leonyid Bronyevoj, szovjet-orosz színész
- december 10. – Eva Todor, magyarországi születésű brazil színésznő
- december 11. – Keith Chegwin, angol színész
- december 11. – Suzanna Leigh,	angol színésznő
- december 12. – Peter Duffell, brit filmrendező, forgatókönyvíró
- december 13. – Martin Ransohoff, amerikai filmproducer
- december 13. – Bruce Gray, kanadai színész
- december 17. – Kjell Grede, svéd filmrendező, forgatókönyvíró
- december 22. – Gerald B. Greenberg, Oscar-díjas amerikai filmvágó
- december 23. – Thomas Stanford, Oscar-díjas amerikai filmvágó
- december 23. – Mata János, tévé- és filmrendező, grafikus
- december 24. – Heather Menzies, kanadai-amerikai színésznő
- december 25. – Rudy Casanova, kubai-mexikói színész
- december 27. – Thomas Hunter, amerikai színész, forgatókönyvíró
- december 28. – Rose Marie, amerikai színésznő
- december 29. – Peggy Cummins, ír színésznő
- december 30. – Cseh András, magyar rajzfilmrendező

## Toplista
- Popcorn Project: 2017 legjobb filmjei - 1. rész Archiválva 2018. június 24-i dátummal a Wayback Machine-ben
- Popcorn Project: 2017 legjobb filmjei - 2. rész Archiválva 2018. május 25-i dátummal a Wayback Machine-ben
- Popcorn Project: 2017 legjobb művészfilmjei Archiválva 2018. május 25-i dátummal a Wayback Machine-ben